# Endiandra impressicosta
Endiandra impressicosta är en lagerväxtart som beskrevs av C. K. Allen. Endiandra impressicosta ingår i släktet Endiandra och familjen lagerväxter. Inga underarter finns listade i Catalogue of Life.